# کریس کلارک (بازیکن فوتبال، زاده۱۹۷۴)
کریس کلارک (انگلیسی: Chris Clarke؛ زادهٔ ۱ مهٔ ۱۹۷۴) بازیکن فوتبال اهل بریتانیا است.